# 입소스
입소스(Ipsos, Institut Publique de Sondage d'Opinion Secteur)는 프랑스 파리에 본사를 둔 다국적 시장 조사 및 컨설팅 기업이다. 이 기업은 1975년 이 기업의 회장 Didier Truchot에 의해 설립되었으며 1999년 7월 1일 유로넥스트 파리에 등재되었다.
1990년부터 이 그룹은 수많은 기업들을 설립하고 인수해왔다. 2011년 10월, 입소스는 Synovate를 인수하여 세계 3위의 연구대행기업으로 순위를 올리게 되었다. 2014년 기준으로 88개국에 오피스가 있으며 직원 수는 16,530명이다.

## 같이 보기
- 입소스 MORI